# Danse Macabre (Bernt Notke)
Danse Macabre is een schilderij van Bernt Notke. Een fragment van het schilderij uit de late vijftiende eeuw wordt tentoongesteld in de St. Nicolaaskerk in de Estse hoofdstad Tallinn. Het wordt beschouwd als het bekendste middeleeuwse kunstwerken in Estland. Het is de enige overgebleven middeleeuwse Danse Macabre ter wereld die op doek is geschilderd.
Het thema van de dodendans komt veelvuldig voor in de middeleeuwse kunst en literatuur. Het fungeert daar als memento mori, de waarschuwing dat iedereen moet sterven, en dat we in het aangezicht van de dood allemaal gelijk zijn. Een skeletachtige figuur, die de Dood voorstelt, danst met stervelingen, hiërarchisch gerangschikt, beginnend met pausen en keizers en eindigend met boeren. Onder het schilderij staat een dialoog in versvorm in het Nederduits tussen de Dood en de andere personages.
Het schilderij, gemaakt aan het einde van de 15e eeuw, is waarschijnlijk een reproductie van een groter werk met 49 figuren uit 1463, die in de Mariakerk in Lübeck hing. Het werk uit Lübeck was begin 18e eeuw in zo'n slechte staat dat de schilder Anton Wortmann er in 1701 een kopie van maakte. Deze versie is in 1942 verloren gegaan. Volgens de meeste bronnen werd het schilderij ergens tussen 1493 en 1495 in de Sint-Nicolaaskerk opgehangen.
De bewaard gebleven versie van Tallinn begint met de dertiende figuur. Het is niet zeker hoeveel figuren het werk oorspronkelijk afbeeldde. Tot 1520 is het schilderij van Notke niet in de boekhouding van de Sint Nicolaaskerk opgenomen, met een eerste schriftelijke verwijzing uit 1603, maar het is zeer waarschijnlijk dat het in opdracht van particuliere schenkers, een gilde of een broederschap is gemaakt en betaald.
De Sint-Nicolaaskerk werd  tijdens een Russische luchtaanval op 9 maart 1944 zwaar beschadigd. Het grootste deel van het waardevolle interieur werd verwoest. Gelukkig werden de Danse Macabre en andere kunstwerken elders opgeslagen, omdat er luchtaanvallen verwacht werden. Het schilderij werd tussen 1962 en 1964 in Moskou gerestaureerd.